# Tennis under sommer-OL 2024
Tennis under Sommer-OL 2024 blev afviklet i perioden 27. juli - 4. august 2024 i Stade Roland Garros i Paris på grusbaner. Turneringen omfattede fem konkurrencer, herre- og damesingle, herre- og damedouble samt mixed double, med deltagelse af i alt 172 spillere, fordelt på 86 spillere af hvert køn. 

## Konkurrencer
Der bliver afviklet fem tenniskonkurrencer under sommer-OL 2024:
- Herresingle med deltagelse af 64 spillere
- Damesingle med deltagelse af 64 spillere
- Herredouble med deltagelse af 32 par
- Damedouble med deltagelse af 32 par
- Mixed double med deltagelse af 16 par

Lodtrækningen til de fem turneringer blev foretaget den 25. juli 2024 kl. 11:00 i Le Club des Loges på Stade Roland Garros.

## Spillested
Kampene i den olympiske tennisturnering blev afviklet på grusbaner i Stade Roland Garros, hvor 12 kampbaner og 6 træningsbaner var i brug.
De tre største opvisningsbaner havde følgende tilskuerkapacitet:
- Court Philippe-Chatrier: 14.929 tilskuerpladser
- Court Suzanne-Lenglen: 9.829 tilskuerpladser
- Court Simonne-Mathieu: 5.264 tilskuerpladser

Den samlede kapacitet på anlæggets øvrige baner var 7.214 tilskuerpladser.

## Officials
Turneringens referee var Wayne McEwen fra Australien.

## Spillere
Turneringen havde deltagelse af 172 spillere fra 39 lande, fordelt på 86 mænd og 86 kvinder. Hver national olympisk komite kunne nominere op til seks spillere af hvert køn.
Spillerne havde mulighed for at deltage i op til tre konkurrencer og kvalificerede sig til turneringen i henhold til et kvalifikationssystem fastlagt af International Tennis Federation, der primært var baseret på spillernes placeringer på ATP's og WTA's verdensranglister i single og double.
I hver singlerække var de 64 pladser fordelt på:
- 56 deltagere, der kvalificerede sig direkte i form af deres placering på ATP's eller WTA's verdensrangliste i single.
- 6 deltagere udpeget af ITF, heraf
  - 4 deltagere udvalgt efter regionale kriterier
  - 2 tidligere olympiske guldmedaljevindere eller grand slam-mestre
- 1 deltager fra værtslandet, Frankrig

Hver national olympisk komite kunne højst nominere fire deltagere i hver singlerække.
I hver af herredouble- og damedouble-rækkerne var de 32 pladser fordelt på:
- 10 pladser til de 10 bedste spillere på ATP's eller WTA's verdensrangliste i double, der kunne vælge en makker fra samme land
- 21 pladser til de par med den laveste sum af de to spilleres ranglisteplaceringer (i single eller double)
- 1 plads til værtslandet, Frankrig

Hver national olympisk komite kunne højst nominere to par i hver af de to doublerækker.
De 16 pladser i mixed double-turneringen gik til de 16 tilmeldte par med den laveste sum af de to spilleres ranglisteplaceringer (i single eller double). Hver national olympisk komite kunne nominere ét par til mixed double-rækken.
For detaljer om kvalifikationen henvises til artiklerne om de enkelte rækker.

## Medaljefordeling

### Medaljevindere
| Konkurrence  | Guld                            | Sølv                           | Bronze                                   |
| ------------ | ------------------------------- | ------------------------------ | ---------------------------------------- |
| Herresingle  | Novak Djokovic                  | Carlos Alcaraz                 | Lorenzo Musetti                          |
| Damesingle   | Zheng Qinwen                    | Donna Vekić                    | Iga Świątek                              |
| Herredouble  | Matthew Ebden John Peers        | Austin Krajicek Rajeev Ram     | Taylor Fritz Tommy Paul                  |
| Damedouble   | Sara Errani Jasmine Paolini     | Mirra Andrejeva Diana Sjnajder | Cristina Bucșa Sara Sorribes Tormo       |
| Mixed double | Kateřina Siniaková Tomáš Macháč | Wang Xinyu Zhang Zhizhen       | Gabriela Dabrowski Félix Auger-Aliassime |

### Medaljetabel
| Placering | Land                          | Guld | Sølv | Bronze | Total |
| --------- | ----------------------------- | ---- | ---- | ------ | ----- |
| 1         | Kina                          | 1    | 1    | -      | 2     |
| 2         | Italien                       | 1    | -    | 1      | 2     |
| 3         | Australien                    | 1    | -    | -      | 1     |
| 3         | Serbien                       | 1    | -    | -      | 1     |
| 3         | Tjekkiet                      | 1    | -    | -      | 1     |
| 6         | Spanien                       | -    | 1    | 1      | 2     |
| 6         | USA                           | -    | 1    | 1      | 2     |
| 8         | Kroatien                      | -    | 1    | -      | 1     |
| 8         | Individuelle neutrale atleter | -    | 1    | -      | 1     |
| 10        | Canada                        | -    | -    | 1      | 1     |
| 10        | Polen                         | -    | -    | 1      | 1     |
| Total     | Total                         | 5    | 5    | 5      | 15    |